# 摩文仁家の墓
摩文仁家の墓（まぶにけのはか）は、沖縄県南風原町にある琉球王族・摩文仁御殿の墓である。墓様式は破風墓、亀甲墓いずれでもない独特の形をしている。1970（昭和45）年7月14日に沖縄県指定文化財（建造物）。

## 概要
摩文仁御殿は、第二尚氏王統第十代尚質王の次男・尚弘毅、大里王子朝亮（1647年 - 1687年）を元祖とする御殿（うどぅん、王家分家）である。一世・朝亮は尚貞王の摂政を務めた。摩文仁家の墓は、この朝亮が国王から拝領したと伝えられる墓であるが、造墓年は不明である。
墓様式は、墓室屋根の前面部の形が亀甲墓のようなマユ（眉）型ではなく、扁平な三角形をしており、屋根部は土を盛って亀甲形に形成し、さらに漆喰で仕上げているとされる。亀甲墓ではないが、さりとて玉陵のような破風墓でもない独特の形式である。墓口は幅が広く蓋（ヒラチ）は石扉による観音開きの構造となっている。墓室正面左右には袖石が各一段ある。石積みは琉球石灰岩の切石による布積みである。
墓室内部は、石柱を6本設置し、その上に石梁を渡し、さらにその上に微粒砂岩（ニービの骨）製の石版を置いて天井としている。石柱で平天井を支える形式は、他には玉城朝薫の墓くらいしか類例がない珍しいものである。墓室内奥には基壇が一段設けられている。
墓庭を囲む石牆（袖垣）は、かつては琉球石灰岩による切石積みだったと考えられるが、戦争で破壊されたのか現在はコンクリートブロック製となっている。墓庭への入口（門）は墓室正面向かって左の石牆側にあるが、墓のすぐ前を那覇空港自動車道が通っており、本来の形式かは不明である。一般に他の御殿墓では墓室正面に正対して入口が設けられている。摩文仁家の墓は、その住宅風の珍しい形式により、1970（昭和45）年に沖縄県の指定文化財（建造物） となった。